# Keks

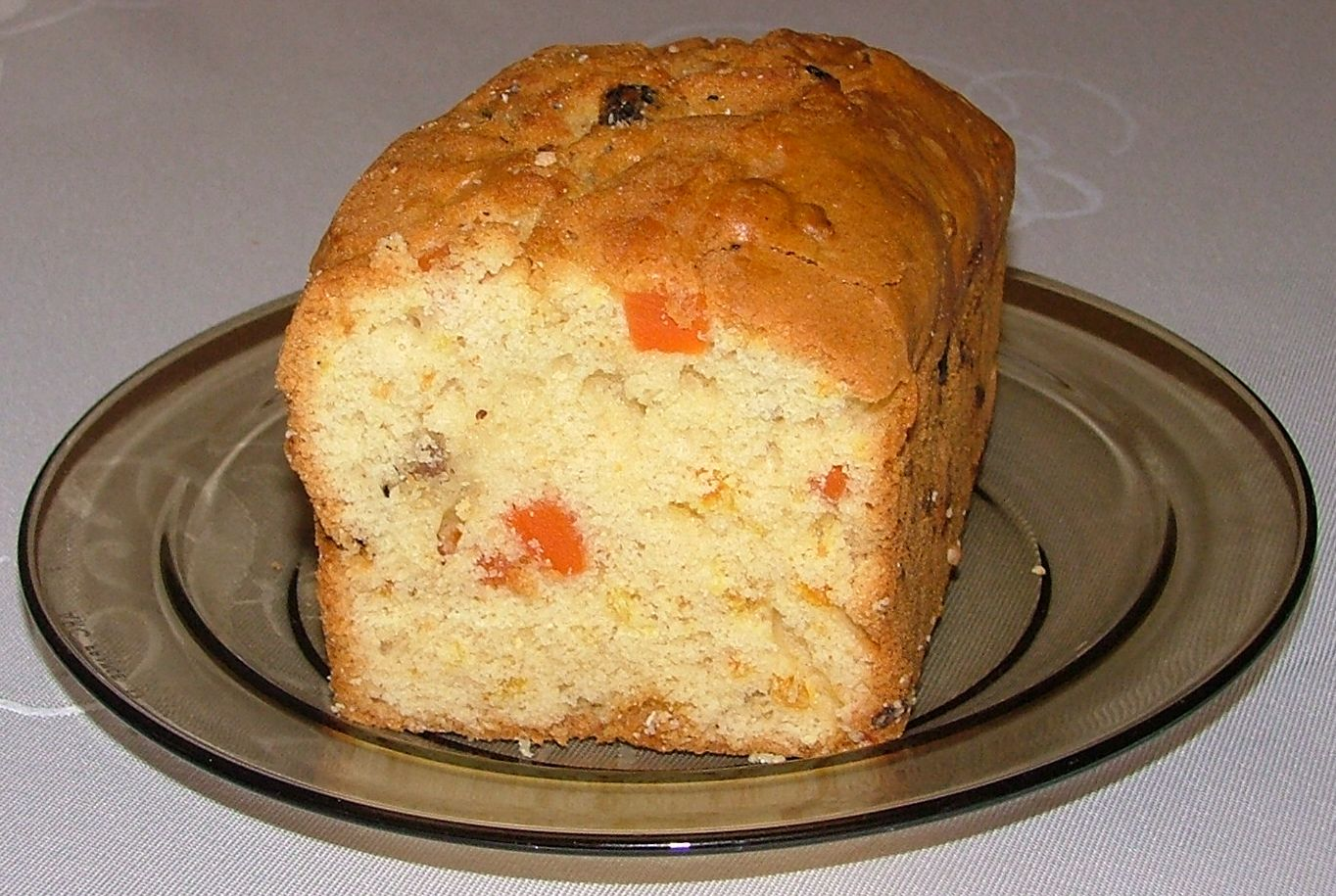
Keks

Keks – ciasto biszkoptowe lub babka piaskowa z bakaliami, pieczona w prostokątnej formie.
Keksy pieczono już w starożytnym Rzymie, w zachowanych przepisach jako składniki wymieniane są owoce granatowca, orzeszki piniowe i rodzynki, pieczone w cieście jęczmiennym. W średniowieczu dodawano także miód, przyprawy oraz owoce.
Czasami jest używane zamiennie określenie cwibak, które pochodzi od niem. zwieback – zwei dwa, zwie dwu i backen  piec. Dawniej wypieczone ciasto przekładano warstwowo bakaliami i następnie powtórnie pieczono. Obecnie w książkach kucharskich cwibak jest utożsamiany z keksem.
Zwieback to po niemiecku suchar, czyli słodkie pieczywo pokrojone na kromki i po upieczeniu dodatkowo opiekane.
W „Kucharce litewskiej” cwejbaczki niemieckie to sucharki. Podłużne bułeczki po upieczeniu kroi się na plastry i suszy.